# Bistum Orkney
Das Bistum Orkney (lat.: Dioecesis Orchadensis) war eine im heutigen Vereinigten Königreich gelegene römisch-katholische Diözese mit Sitz in Kirkwall. Sie umfasste die Orkney- und die Shetlandinseln.

## Geschichte

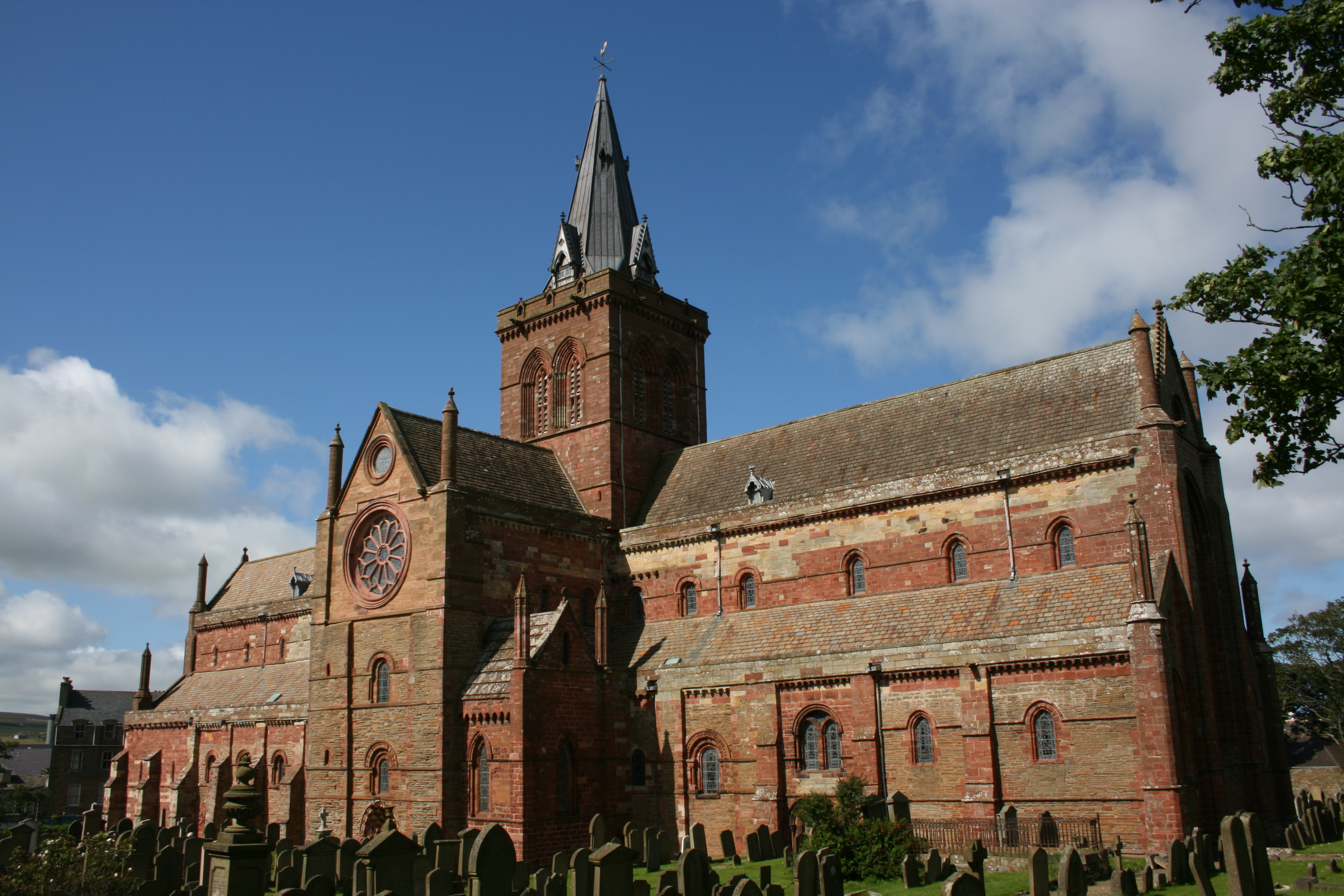
Die St.-Magnus-Kathedrale in Kirkwall

Das Bistum Orkney wurde im Jahre 1055 errichtet. Erster Bischof war Henrik. Im Jahre 1152 wurde das Bistum Orkney dem Erzbistum Nidaros als Suffraganbistum unterstellt. Am 17. August 1472 wurde das Bistum Orkney dem Erzbistum Saint Andrews als Suffraganbistum unterstellt.
Der vorletzte römisch-katholische Bischof, Robert Reid OCist, starb am 14. September 1558. Papst Paul IV. ernannte am 2. August 1559 Adam Bothwell zum Nachfolger. Maria Stuart, Königin von Schottland, bestätigte Bothwell 1562 als Bischof, was vermuten lässt, dass Bothwell damals noch als katholisch galt. Doch Bothwell hatte, nachdem sich im Laufe des Jahres 1560 auf dem schottischen Festland die von John Knox propagierte Reformation weitgehend durchgesetzt hatte, bereits begonnen, auch sein Bistum zu reformieren. Eine förmliche Erklärung seines Übertrittes zur reformierten Church of Scotland ist nicht dokumentiert. 1566 stimmte er jedenfalls der Entscheidung zu, das Zweite Helvetische Bekenntnis von Heinrich Bullinger zum Glaubensbekenntnis der Church of Scotland zu machen.